# Белый, Леонид Савельевич
Леони́д Саве́льевич Бе́лый (укр. Леонід Савелійович Білий; род. 26 декабря 1940 года, г. Мелитополь Запорожской области) — украинский государственный деятель, депутат Верховной рады Украины I созыва (1990—1994).

## Биография
Родился 26 декабря 1940 года в городе Мелитополь Запорожской области.
В 1960 году работал матросом Бердянского рыбокомбината, затем проходил службу в Советской Армии.
С 1963 года был курсантом факультета политсостава Ленинградского высшего военно-морского училища, с 1964 года служил на Северном флоте. С 1965 года работал учеником токаря мелитопольского завода им. 30-летия ВЛКСМ, с 1966 года — рулевым, радистом Бердянского рыбокомбината, с 1968 года — слесарем мелитопольского завода им. 30-летия ВЛКСМ, с 1970 года — форматором, бригадиром Донецкого художественно-производственного комбината, с 1972 года — слесарем Мелитопольского завода красного кирпича, с 1976 года был воспитателем мелитопольского СПТУ № 10, с 1977 года — слесарем завода «Автоцветлит» (г. Мелитополь). В 1980 году окончил исторический факультет Симферопольского государственного университета.
Являлся членом КПСС.
В 1990 году в ходе первых альтернативных парламентских выборов в Украинской ССР был выдвинут кандидатом в народные депутаты, 18 марта 1990 года во втором туре был избран народным депутатом Верховного совета Украинской ССР XII созыва (в дальнейшем — Верховной рады Украины I созыва) от Мелитопольского избирательного округа № 193 Запорожской области, набрал 51,12% голосов среди 9 кандидатов. В парламенте являлся членом комиссии по вопросам экономической реформы и управления народным хозяйством, председателем Контрольной комиссии по вопросам приватизации, входил в депутатскую группу «Народная рада». Депутатские полномочия истекли 10 мая 1994 года.
Награждён орденом «За заслуги» III степени (указ от 15 августа 1997 года).